# 서경 11도
서경 11도(西經11度)는 본초 자오선에서 서쪽으로 11도 떨어진 경선이다. 북극점에서 시작하여 북극해, 아프리카, 대서양, 남극해, 남극을 거쳐 남극점에 이른다.
서경 11도는 동경 169도와 이어져 지구의 둘레를 이룬다.
북극점에서 남극점까지 서경 11도선은 다음 지역을 지나간다.
| 좌표                                                  | 나라, 지역, 해역 | 비고                                                  |
| ----------------------------------------------------- | ---------------- | ----------------------------------------------------- |
| 북위 90° 0′ 서경 11° 0′  / 북위 90.000° 서경 11.000°  | 북극해           |                                                       |
| 북위 82° 15′ 서경 11° 0′  / 북위 82.250° 서경 11.000° | 대서양           | 대서양 그린란드 노르도스트룬딩겐의 바로 동쪽을 지나감 |
| 북위 28° 47′ 서경 11° 0′  / 북위 28.783° 서경 11.000° | 모로코           |                                                       |
| 북위 27° 40′ 서경 11° 0′  / 북위 27.667° 서경 11.000° | 서사하라         | 모로코가 영유권 주장                                  |
| 북위 26° 0′ 서경 11° 0′  / 북위 26.000° 서경 11.000°  | 모리타니         |                                                       |
| 북위 15° 14′ 서경 11° 0′  / 북위 15.233° 서경 11.000° | 말리             |                                                       |
| 북위 12° 12′ 서경 11° 0′  / 북위 12.200° 서경 11.000° | 기니             |                                                       |
| 북위 9° 45′ 서경 11° 0′  / 북위 9.750° 서경 11.000°   | 시에라리온       |                                                       |
| 북위 7° 27′ 서경 11° 0′  / 북위 7.450° 서경 11.000°   | 라이베리아       |                                                       |
| 북위 6° 33′ 서경 11° 0′  / 북위 6.550° 서경 11.000°   | 대서양           |                                                       |
| 남위 60° 0′ 서경 11° 0′  / 남위 60.000° 서경 11.000°  | 남극해           |                                                       |
| 남위 71° 1′ 서경 11° 0′  / 남위 71.017° 서경 11.000°  | 남극             | 퀸모드랜드 — 노르웨이가 영유권을 주장한다.            |

## 같이 보기
- 서경 10도
- 서경 12도